# 高見峠
高見峠（たかみとうげ）は、三重県松阪市と奈良県吉野郡東吉野村との境に位置する峠。大峠の別名がある。

## 概要
- 標高：899 m（旧道）、625 m（高見トンネル）

## 歴史
古くから大和と伊勢とを結ぶ参宮街道（和歌山街道）上に位置しており、紀州藩などの参勤路でもあった。現在峠の頂部には本居宣長がここを通った際に詠んだ和歌の歌碑が設けられている。厳密には、和歌山街道はここから三重県側を指し、紀州藩では伊勢街道と呼んでいた。
1953年（昭和28年）に自動車の通行が可能な道路が完成し国道166号となったが、狭隘であり中央構造線が付近を通過していることに起因する地盤のもろさから、自然災害に対して脆弱なものに留まった。このため、1967年（昭和42年）から改良事業が実施され、1984年（昭和59年）には高見トンネル（総延長2,470 m）が開通した。
旧道は現在も使用されており自動車で峠まで登ることも可能だが、離合困難な狭隘路が大半であり、路面状態も落葉などのために良好ではないため、通行時には細心の注意を要する。三重県側の峠付近は、三重県でただ一箇所、熊の生息地となっている。
峠には駐車スペースがある。高見山への最短ルートがあり、奈良・三重県境に沿ってジグザグの登山道が設けられている。

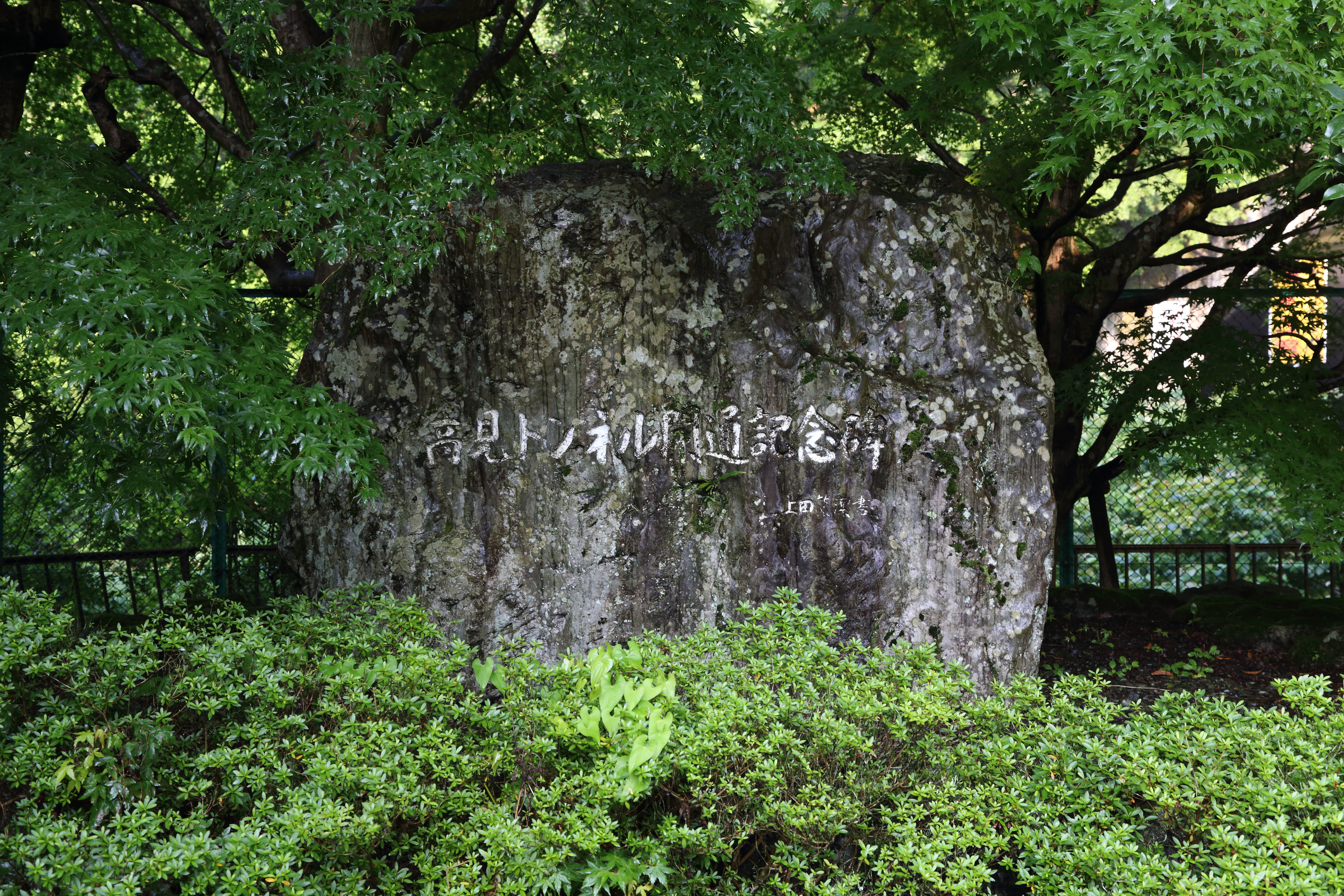
高見トンネル　奈良県側にある開通記念碑